# U-955
Unterseeboot 955 foi um submarino alemão do Tipo VIIC, pertencente a Kriegsmarine que atuou durante a Segunda Guerra Mundial.

## Comandantes
| Comandante                    | Data                                        |
| ----------------------------- | ------------------------------------------- |
| Oblt. (R) Hans-Heinrich Baden | 31 de dezembro de 1942 - 7 de junho de 1944 |

## Subordinação
Durante o seu tempo de serviço, esteve subordinado às seguintes flotilhas:
| Período                                      | Flotilha                                  |
| -------------------------------------------- | ----------------------------------------- |
| 31 de dezembro de 1942 - 31 de março de 1944 | 5. Unterseebootsflottille (treinamento)   |
| 1 de abril de 1944 - 7 de junho de 1944      | 9. Unterseebootsflottille (serviço ativo) |